# Monleón
Monleón es un municipio y localidad española de la provincia de Salamanca, en la comunidad autónoma de Castilla y León. Se integra dentro de la comarca de Guijuelo, la subcomarca de Entresierras (Alto Alagón) y la microcomarca de Las Bardas.
Su término municipal está formado por un solo núcleo de población, ocupa una superficie total de 19,10 km² y según los datos demográficos recogidos en el padrón municipal elaborado por el INE en el año 2017, cuenta con una población de 93 habitantes.
Posee un castillo del siglo XV, así como un cuidado casco urbano medieval.

## Toponimia
Aparece recogido inicialmente como Montleon, de lo que puede deducirse que su nombre significaría "monte de León", relacionándose como un monte perteneciente al Reino de León, como ocurriría también en el caso de la localidad hoy extremeña de Salvaleón.

## Geografía
Monleón se encuentra en el sureste de la provincia de Salamanca, a 58 km de la capital provincial. El núcleo urbano se halla a 878 m s. n. m. en la confluencia del río Alagón (tributario del río Tajo), de su afluente el Riofrío y del Arroyo Carnicero.
| Noroeste: Linares de Riofrío | Norte: Endrinal   | Noreste: Endrinal |
| Oeste: Linares de Riofrío    |                   | Este: Endrinal    |
| Suroeste: El Tornadizo       | Sur: El Tornadizo | Sureste: Endrinal |

### Clima
| Parámetros climáticos promedio de Monleón en el periodo 1969-1996                                                                                    | Parámetros climáticos promedio de Monleón en el periodo 1969-1996 | Parámetros climáticos promedio de Monleón en el periodo 1969-1996 | Parámetros climáticos promedio de Monleón en el periodo 1969-1996 | Parámetros climáticos promedio de Monleón en el periodo 1969-1996 | Parámetros climáticos promedio de Monleón en el periodo 1969-1996 | Parámetros climáticos promedio de Monleón en el periodo 1969-1996 | Parámetros climáticos promedio de Monleón en el periodo 1969-1996 | Parámetros climáticos promedio de Monleón en el periodo 1969-1996 | Parámetros climáticos promedio de Monleón en el periodo 1969-1996 | Parámetros climáticos promedio de Monleón en el periodo 1969-1996 | Parámetros climáticos promedio de Monleón en el periodo 1969-1996 | Parámetros climáticos promedio de Monleón en el periodo 1969-1996 | Parámetros climáticos promedio de Monleón en el periodo 1969-1996 |
| Mes | Ene.                                                              | Feb.                                                              | Mar.                                                              | Abr.                                                              | May.                                                              | Jun.                                                              | Jul.                                                              | Ago.                                                              | Sep.                                                              | Oct.                                                              | Nov.                                                              | Dic.                                                              | Anual                                                             |
| --- | ----------------------------------------------------------------- | ----------------------------------------------------------------- | ----------------------------------------------------------------- | ----------------------------------------------------------------- | ----------------------------------------------------------------- | ----------------------------------------------------------------- | ----------------------------------------------------------------- | ----------------------------------------------------------------- | ----------------------------------------------------------------- | ----------------------------------------------------------------- | ----------------------------------------------------------------- | ----------------------------------------------------------------- | ----------------------------------------------------------------- |
| Precipitación total (mm) | 130.9                                                             | 100.8                                                             | 55.2                                                              | 87.3                                                              | 92.7                                                              | 40.1                                                              | 7.6                                                               | 8.3                                                               | 42.3                                                              | 93.5                                                              | 107.6                                                             | 122.0                                                             | 888.3                                                             |
| Fuente: Ministerio de Agricultura, Alimentación y Medio Ambiente. Datos de precipitación para el periodo 1969-1996 en Monleón 8 de noviembre de 2012 |                                                                   |                                                                   |                                                                   |                                                                   |                                                                   |                                                                   |                                                                   |                                                                   |                                                                   |                                                                   |                                                                   |                                                                   |                                                                   |

## Historia
La primera mención a Monleón podría deducirse del lugar Leocaput, mencionado sobre la batalla de Alhandega, que tuvo lugar a continuación de la famosa batalla de Simancas, en que fue vencido el ejército de Abderramán III, teniendo lugar la de Alhandega en su retirada con un posterior encuentro con las fuerzas del rey Ramiro II de León el 21 de agosto de 939, quedando los cordobeses totalmente dispersos. 
El castillo de Monleón es uno de los principales testigos históricos de la villa, su construcción data del siglo XV, la cual se ejecutó sobre los restos de una fortaleza anterior del siglo XII. En aquel entonces, la fortaleza primitiva formaba parte del recinto amurallado que protegía la villa. 
Definitivamente debió ser conquistada Monleón por las huestes de Alfonso VI de León, antes del 1077, pues en ese año este monarca ganaba la fortaleza de Coria.
Aunque la larga tregua de cincuenta años fijada en la paz de Valladolid entre los reinos de León y de Castilla, permitía al leonés mejorar la desfavorable situación que el tratado de Tordehumos en 1194 le había colocado frente a Castilla, el programa reconquistador del monarca leonés le obligaba con cierta premura a dejar bien guarnecidas las cuencas altas del Tormes y del Alagón, pues en 1227 no sólo quedaba repoblado Salvaleón sino que Alfonso IX de León había conquistado la Plaza de Cáceres.

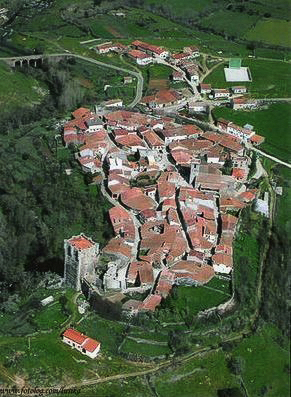
Vista aérea de Monleón.

Monleón por este tiempo formaba parte de una serie de nuevas fortalezas fronterizas junto con Carpio, Salvatierra de Tormes, Monreal, Miranda del Castañar, Granadilla, Galisteo y Salvaleón.
En 1199 Monleón fue nombrada villa por el rey de León Alfonso IX, que la convirtió en cabeza de un concejo propio del que pasaron a depender varias de las localidades más cercanas. Este mismo monarca ordenó la elevación a vicaría de esta localidad en lo eclesiástico a inicios del siglo XIII.
En 1248 Monleón perdió por orden de Fernando III el Santo la condición de concejo, integrándolo en el de Salamanca. 
En un documento de 1330 se puede ver cómo los hombres buenos del castillo de Monleón se quejaban amargamente ante Alfonso XI porque la conducta del municipio rector de la tierra no es conforme a los principios amplios y acogedores de la carta o fuero de repoblación a ellos otorgada, convirtiéndose según la declaración de estas gentes en papel mojado. Alfonso XI sale al parecer como amigable componedor pero en defensa de los pobladores, para contener al mismo tiempo la querella que pretendía imponer ante su autoridad.
A los abusos cometidos por los representantes salmantinos en Monleón añadiremos la del regidor Rodrigo Maldonado, que según Villar y Macías fue designado para la alcaldía por el Concejo de Salamanca.
Este caballero (según Hernando del Pulgar) poseía tiránicamente el Castillo, labrando en él moneda sin autorización real, cometiendo otros delitos y crímenes como dueño de toda la tierra, la cual tenía oprimida con robos y abusos de poder.
El rey Fernando el Católico, acompañado de caballeros armados, se desplazó desde Medina del Campo hasta Salamanca, para hacer preso al entonces alcalde de Monleón, Rodrigo Maldonado.
Una vez hecho prisionero, lo llevó hasta las puertas del castillo para que le hiciera su entrega. No fue fácil convencer a sus moradores ya que opusieron una fuerte resistencia, especialmente la mujer de Maldonado que se encontraba al mando. Finalmente, y viendo que el Rey estaba decidido a ejecutar al alcalde, decidieron rendirse y entregar la fortaleza, siéndoles perdonada a todos la vida y dejados en libertad.
Con la creación de las actuales provincias en 1833, Monleón quedó integrado en la provincia de Salamanca, dentro de la Región Leonesa.

## Demografía
Cuenta con una población de 85 habitantes (INE 2024).
| Gráfica de evolución demográfica de Monleón entre 1842 y 2021                                                         |
| |
| Población de derecho según los censos de población del INE. Población de hecho según los censos de población del INE. |

## Transporte
El municipio está bien comunicado por carretera, siendo atravesado por la SA-212 que une Tamames con Guijuelo en el enlace con la N-630. Desde allí es posible además acceder a la autovía Ruta de la Plata que une Gijón con Sevilla y permite unas comunicaciones más rápidas con el municipio. 
En cuanto al transporte público se refiere, tras el cierre de la ruta ferroviaria de la Vía de la Plata, que pasaba por el municipio de Guijuelo y contaba con estación en el mismo, no existen servicios de tren en el municipio ni en los vecinos, ni tampoco línea regular con servicio de autobús, siendo la estación más cercana la de Guijuelo. Por otro lado el aeropuerto de Salamanca es el más cercano, estando a unos 76km de distancia.

## Administración y política
| Partido político                         | 2023  | 2023  | 2023       | 2019  | 2019  | 2019       | 2015  | 2015  | 2015       | 2011  | 2011  | 2011       | 2007  | 2007  | 2007       | 2003  | 2003  | 2003       |
| Partido político                         | %     | Votos | Concejales | %     | Votos | Concejales | %     | Votos | Concejales | %     | Votos | Concejales | %     | Votos | Concejales | %     | Votos | Concejales |
| Partido Popular (PP)                     | 46,96 | 31    | 2          | 50,82 | 31    | 2          | 55,32 | 26    | 2          | 72,50 | 58    | 4          | 66,15 | 43    | 5          | 53,93 | 48    | 3          |
| Partido Socialista Obrero Español (PSOE) | 31,81 | 21    | 1          | 24,59 | 15    | 0          | 14,89 | 7     | 0          | 15,00 | 12    | 1          | 18,46 | 12    | 0          | 35,96 | 32    | 2          |
| Vox                                      | 28,78 | 19    | 0          | —     | —     | —          | —     | —     | —          | —     | —     | —          | —     | —     | —          | —     | —     | —          |
| Ciudadanos (Cs)                          | —     | —     | —          | 32,79 | 20    | 1          | 36,17 | 17    | 1          | —     | —     | —          | —     | —     | —          | —     | —     | —          |
| Coalición SI por Salamanca (SI)          | —     | —     | —          | —     | —     | —          | —     | —     | —          | 12,50 | 10    | 0          | —     | —     | —          | —     | —     | —          |
| Unión del Pueblo Salmantino (UPSa)       | —     | —     | —          | —     | —     | —          | —     | —     | —          | —     | —     | —          | 12,31 | 8     | 0          | 1,12  | 1     | 0          |

## Cultura

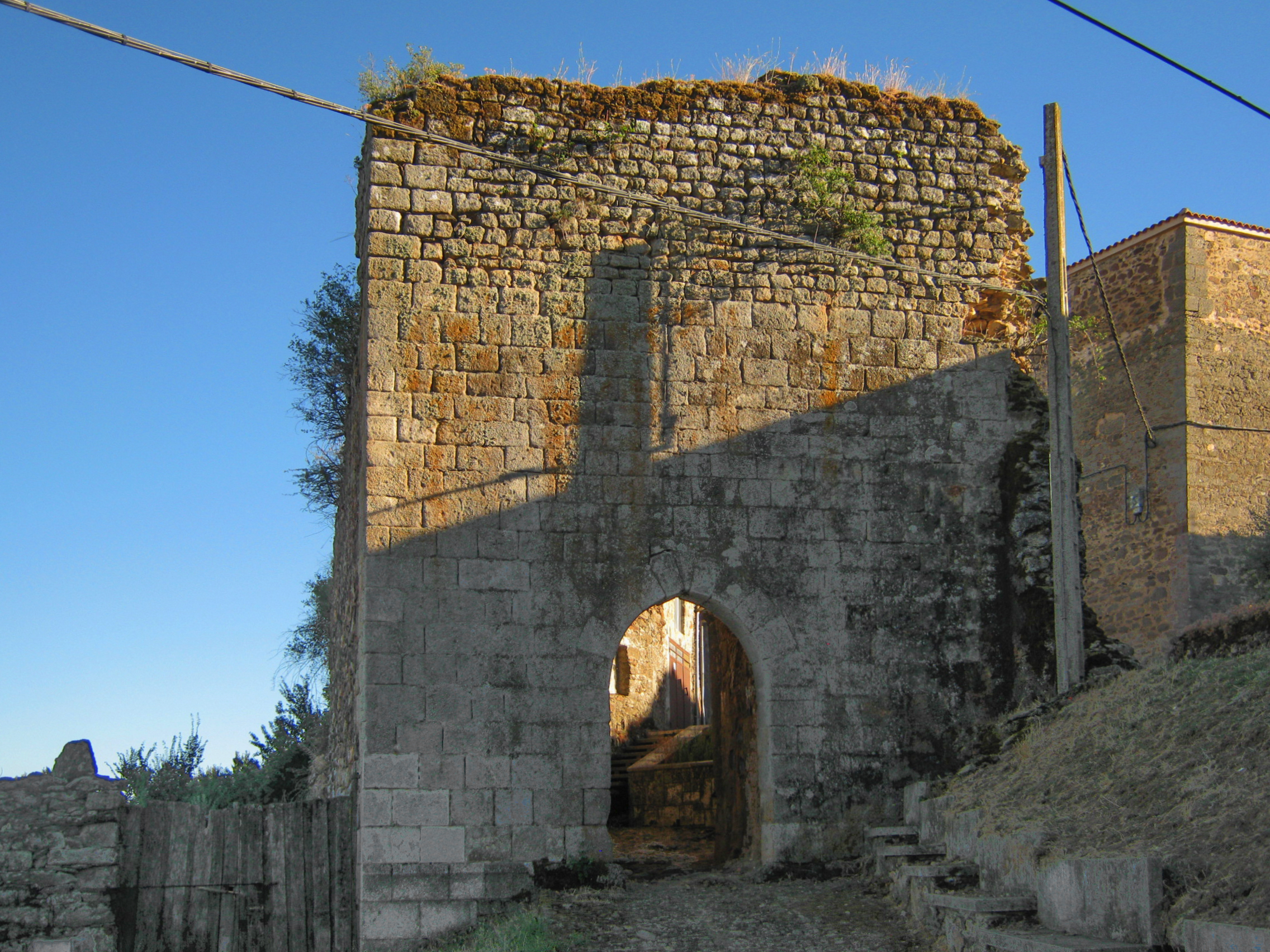
Puerta del Sol, parte del conjunto fortificado erigido en Monleón por los reyes de León

### Patrimonio
- Castillo de Monleón: Data del siglo XV; la torre, restaurada por sus propietarios, posee cinco pisos y 37 metros de altura. Es de propiedad privada y se encuentra en buen estado de conservación.

- Iglesia de Santa Isabel: Es la iglesia parroquial de la localidad es de estilo gótico tardío, está también construida con sillería de granito y data del siglo XVI.

- Puerta de la Villa: Es la entrada principal al antiguo recinto amurallado medieval de Monleón. Construida con sillares de granito, es una Puerta-Torre en la que destacan sus cuatro arcos de medio punto ligeramente apuntados y el túnel que discurre bajo el torreón.

- Restos de la muralla: Monleón estuvo amurallada desde su repoblación, a finales del siglo XII. Actualmente quedan restos de la muralla que perimetraba la villa, la cual partía del castillo.

- El Verraco: Se encuentra a la entrada de la villa. Se trata de una escultura de granito que representa a un cerdo, realizada por el pueblo vetón de la época prerromana.

### Fiestas
Monleón celebra sus fiestas principales en los meses de febrero, el día 3, San Blas, y el último fin de semana de agosto, en honor de Santa Isabel. Santa Isabel de Portugal es el día 4 de julio; por motivo de la recolección, se trasladó a los primeros días del mes de septiembre, los días 4 y 5; según se fue despoblando el pueblo esos días ya no quedaba nadie, sobre todo gente joven, por lo que el Ayuntamiento acordó cambiarla al último fin de semana de agosto, viernes, sábado y domingo; ese domingo se entregaba el hoy inexistente Premio de Novela Corta Manuel Díaz Luis como colofón de las fiestas.
El 3 de febrero (San Blas), se bendicen las Gargantillas en la Misa que se celebra en su honor, acto seguido la Procesión con el Santo.
Otra de las festividades que se celebran en Monleón es el 23 de abril, San Jorge; este día se sube con el Santo hasta las eras del pueblo y se bendicen los campos, acto muy emotivo ya que es tradicional y de mucho arraigo.

### Los mozos de Monleón
El romancero, de tradición popular española, es una fuente de riqueza inagotable. Los romances históricos dieron paso al romancero nuevo, ese romancero en el que se recoge la vida cotidiana de las gentes y de los pueblos. Ahí se enmarca el Romance de los Mozos de Monleón, romance ontológicamente salmantino donde los haya, aunque no sólo en esta provincia tiene su difusión, sino en todo el solar hispano.	
En 1907, el profesor Dámaso Ledesma publica, a través de la Diputación de Salamanca, el Cancionero Salmantino, donde se publica por primera vez este romance. En él se condensa la vida cotidiana: las querencias, los amores, las mentalidades, la indumentaria, el trabajo, la fiesta, el rito. Es decir, todos los valores que identifican a un colectivo como es el mundo rural. 
El Romance de los Mozos de Monleón interesó a hombre de talla como fue Federico García Lorca. Él hace una recreación para canto y piano llegándose a grabar en disco en Estados Unidos con la voz de La Argentinita y tocando al piano el propio Federico García Lorca. El interés que despertó en este gran poeta granadino fue su calidad de expresión, el dramatismo, la esencia hispana que se contenían estos versos a través de una maldición y el desarrollo de una vivencia dura y difícil de un pueblo castellano, de un pueblo de las tierras charras. Éste es el contenido del Romance de los Mozos de Monleón que ha permitido hacer una recreación dramática y una puesta en escena sin desvirtuar el contenido tradicional, potenciando, justamente, su calidad de expresión, toda su dramaturgia.

Los mozos de Monleón

se fueron a arar temprano

alsa y olé,

se fueron a arar temprano

para ir a la corrida,

y remudar con despacio,

alsa y olé,

y remudar con despacio.

Al hijo de la veñuda,

el remudo no le han dado,

al toro tengo de ir,

aunque lo busque prestado

Permita Dios si lo encuentras

que te traigan en un carro

las albarcas y el sombrero

de los siniestros colgando.

Se cogen los garrochones,

se van las navas abajo

preguntando por el toro,

y el toro ya está encerrado.

En el medio del camino

al Vaquero preguntaron,

que tiempo que tiene el toro

el toro tiene ocho años.

Muchachos no entreis a él,

mirar que el toro es muy malo,

que la leche que mamó,

se la di yo por mi mano.

Se presentan en la plaza

cuatro mozos muy gallardos

Manuel Sánchez llamó al toro

nunca lo hubiera llamado,

por el pico de una albarca

toda la plaza arrastrado;

cuando el toro lo dejó

ya lo ha dejado muy malo.

Compañeros, yo me muero

amigos, yo estoy muy malo,

tres pañuelos tengo dentro,

y este que meto, son cuatro.

Que llamen al confesor,

para que vaya a auxiliarlo.

No se pudo confesar,

porque estaba ya espirando.

Al rico de Monleón

le piden los bues y el carro,

pa llevar a Manuel Sanchez,

que el torito le ha matado.

A la puerta la veñuda

arrecularon el carro;

aquí teneis vuestro hijo

como lo habeis demandado.

Al ver a su hijo así,

para tras se ha desmayado

A eso de los nueve meses

salió su madre bramando,

los vaqueriles arriba,

los vaqueriles abajo,

preguntando por el toro;

y el toro ya está enterrado.

Los mozos de Monleón